# 櫛原駅

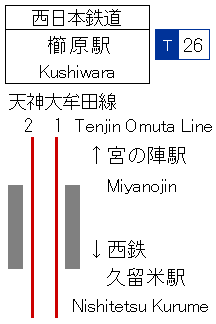
配線図

櫛原駅（くしわらえき）は、福岡県久留米市東櫛原町にある西日本鉄道（西鉄）天神大牟田線の駅。駅番号はT26。

## 歴史
- 1924年（大正13年）4月12日：九州鉄道の駅として開業。
- 1950年（昭和25年）：駅舎改築。
- 2007年（平成19年）：バリアフリー対応のトイレ設置。
- 2008年（平成20年）5月18日：ICカードnimoca供用開始。
- 2009年（平成21年）6月23日：nimoca対応の自動改札機設置。
- 2017年（平成29年）2月1日：駅ナンバリングを導入[1]。
- 2022年（令和3年）4月1日：駅集中管理システムを導入。無人化[2][3]。
- 以前は自動改札があったが無人化時に撤去。現在乗車券は箱に投入するシステムになっている。

## 駅構造

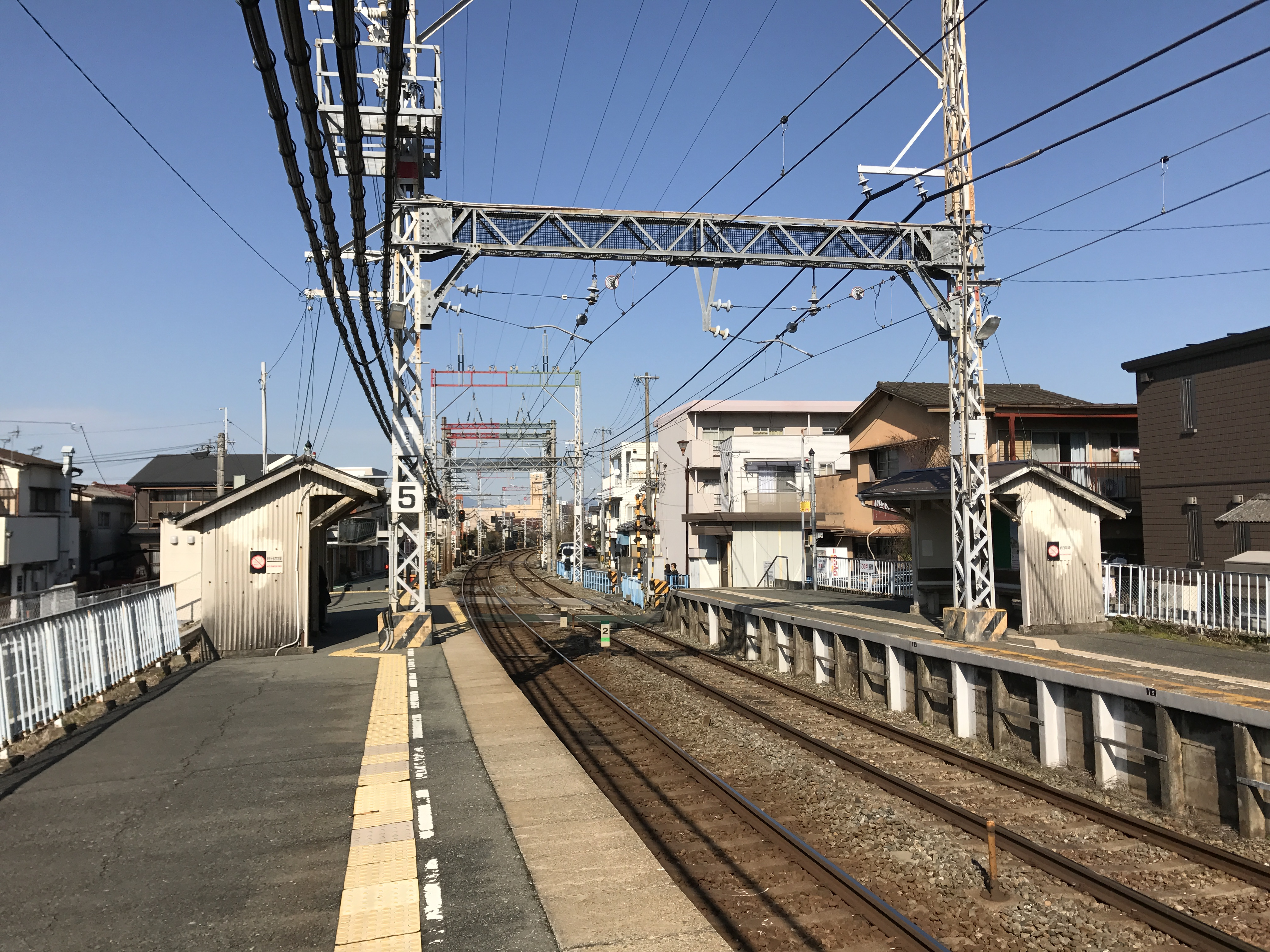
ホーム（2017年2月）

小ぶりな駅舎に、相対式ホーム2面2線を有する地上駅。ホームが上下とも3両分ほどしかなく、4両以上の停車列車は一部車両のみドア開閉を行う。
| ホーム | 路線          | 方向 | 行先                                                   | 備考 |
| ------ | ------------- | ---- | ------------------------------------------------------ | ---- |
| 1      | ■天神大牟田線 | 下り | 久留米・柳川・大牟田方面                               |      |
| 2      | ■天神大牟田線 | 上り | 二日市・福岡（天神）方面 （■甘木線直通）本郷・甘木方面 |      |

## 利用状況
2022年度の1日平均乗降人員は968人である。西鉄久留米駅とは駅間距離が900mと徒歩圏内に位置していることや、普通列車しか停まらないためか、利用者は少ない。各年度の1日平均乗車および乗降人員は下表のとおり。
| 年度   | 1日平均 乗車人員 | 1日平均 乗降人員 |
| ------ | ---------------- | ---------------- |
| 2007年 | 386              | 815              |
| 2008年 | 385              | 837              |
| 2009年 | 389              | 842              |
| 2010年 | 425              | 916              |
| 2011年 | 434              | 930              |
| 2012年 |                  | 895              |
| 2013年 | 463              | 993              |
| 2014年 | 463              | 988              |
| 2015年 | 514              | 1,079            |
| 2016年 | 504              | 1,060            |
| 2017年 | 507              | 1,063            |
| 2018年 | 523              | 1,082            |
| 2019年 | 516              | 1,064            |
| 2020年 |                  | 862              |
| 2021年 |                  | 901              |
| 2022年 |                  | 968              |

## 駅周辺
駅周辺は住宅街で、車の通りはそれなりにある。また、久留米方面からの高架下の道を南側にまっすぐ歩くと10分前後で西鉄久留米駅に行ける。
- 中央公園
  - 福岡県青少年科学館
  - 久留米市鳥類センター
  - 久留米総合スポーツセンター
    - 久留米市野球場
- 久留米市立南薫小学校
- 久留米歯科衛生専門学校
- 櫛原天満宮 - 久留米の天神様・菅原道真を祀る。
- 久留米城址（有馬記念館）
- ゆめタウン久留米

かつては駅のすぐ南側で、三井電気軌道と平面交差していた。

## その他
- 駅名の読みは「くしわら」だが、駅周辺の地名の読みは「くしはら」である。そのためか、地図によっては駅名の表記が「くしはら」になっているものがある。

## 隣の駅
西日本鉄道
■天神大牟田線
■特急・■急行
通過
■普通
宮の陣駅（T25） - 櫛原駅（T26） - 西鉄久留米駅（T27）